# 中曽根村 (愛媛県)
中曽根村（なかぞねむら）は、愛媛県宇摩郡にあった村。概ね現在の四国中央市中曽根町にあたる。

## 地理
- 山岳 ： 翠波峰
- 河川 ： 中田井川、宮川、不老谷川、石床川

## 歴史
- 1889年（明治22年）12月15日 - 町村制の施行により、中曽根村の区域をもって、宇摩郡中曽根村が発足する。
- 1944年（昭和19年）4月1日 - 宇摩郡三島町、松柏村、中曽根村及び中之庄村が合併して、改めて三島町が発足する。